# Argyrophylax nigrotibialis
Argyrophylax nigrotibialis là một loài ruồi trong họ Tachinidae.